# Walther Schaldemose
Walther Schaldemose (født 9. august 1932, død 28. december 2024) var en dansk naivistisk maler. 
Han blev uddannet som stempelgravør og var som kunstner han autodidakt. Schaldemose malede sine motiver på masonitplader med akrylfarver med meget små pensler. Motiverne er farverige, meget detaljerige og har ofte et pift erotik og en drejning mod det surreelle. 

## Ekstern henvisning
- Walther Schaldemose på Kunstindeks Danmark/Weilbachs Kunstnerleksikon